# Noblejas (kommunhuvudort)
Noblejas är en kommunhuvudort i Spanien.   Den ligger i provinsen Toledo och regionen Kastilien-La Mancha, i den centrala delen av landet, 50 km söder om huvudstaden Madrid. Noblejas ligger 744 meter över havet och antalet invånare är 3 322.
Terrängen runt Noblejas är platt söderut, men norrut är den kuperad. Runt Noblejas är det glesbefolkat, med 14 invånare per kvadratkilometer. Närmaste större samhälle är Aranjuez, 14,9 km väster om Noblejas. Trakten runt Noblejas består till största delen av jordbruksmark.